# トマソ・チャンパ
トマソ・ホイットニー（Tommaso Whitney、1985年5月8日 - ）はアメリカ合衆国のプロレスラー。マサチューセッツ州ボストン出身。現在はトマソ・チャンパ（Tommaso Ciampa）のリングネームでWWEに所属。

## 経歴
キラー・コワルスキーに師事し、2005年にプロレスラーデビューを果たす。インディー団体を転戦しながらWWE入団を目指し、同年にモハメド・ハッサンの弁護士役としてWWEスマックダウンに出演。2006年8月にはWWEのダークマッチに出場し、コフィ・キングストンと組んでケイド&マードックと対戦。2007年にWWEと契約。当時、傘下団体であったOVWに送られ、ドクター・トーマス（Dr.Thomas）のリングネームで活動。後にマスクマンのプロディジー（Prodigy）にギミックチェンジするが、程なくWWEから解雇される。
2011年からROHに参戦。2013年にはROH世界TV王座を獲得。
2015年にROH退団後、WWEのトライアウトを受けNXTに数回参戦。2016年4月にWWEと再契約を果たしNXT所属となる。
2016年、WWE主催のCWCに出場。1回戦にジョニー・ガルガノと対戦して敗退。11月19日、Takeover Torontoにてジョニー・ガルガノとのタッグチームである#DIY（Do It Yourself）でNXTタッグ王座を保持するザ・リバイバル（ダッシュ・ワイルダー & スコット・ドーソン）に3本勝負で挑戦。1本目を先取されるが、2本目を合体技であるシャーク・イン・ザ・ウォーターを決めて五分となり、最後はリバイバルが#DIYの技を真似ようとしたところに誤爆を誘発すると逆にリバイバルのフィニッシャーであるシャッター・マシーンから自身はドーソンにアームバー、ガルガノはワイルダーにガルガノ・エスケープを極めるとギブアップを奪い勝利。ベルトを奪取した。
2018年7月18日、NXTの収録においてNXT王座戦で王者のアリスター・ブラックと対戦。試合中にガルガノの乱入で二人とも攻撃を受けるが先に回復。ブラックにフェアリーテイル・エンディングを見舞いNXT王座を奪取した。
2024年4月、レッスルマニア40で行われたラダー戦形式の統一WWEタッグ王座戦にDIYとして出場したが、王座獲得を逃した。
2025年2月、ロイヤルランブル大会でDIYとしてモーターシティ・マシンガンズに勝利し、WWEタッグ王座を防衛した。

## 得意技

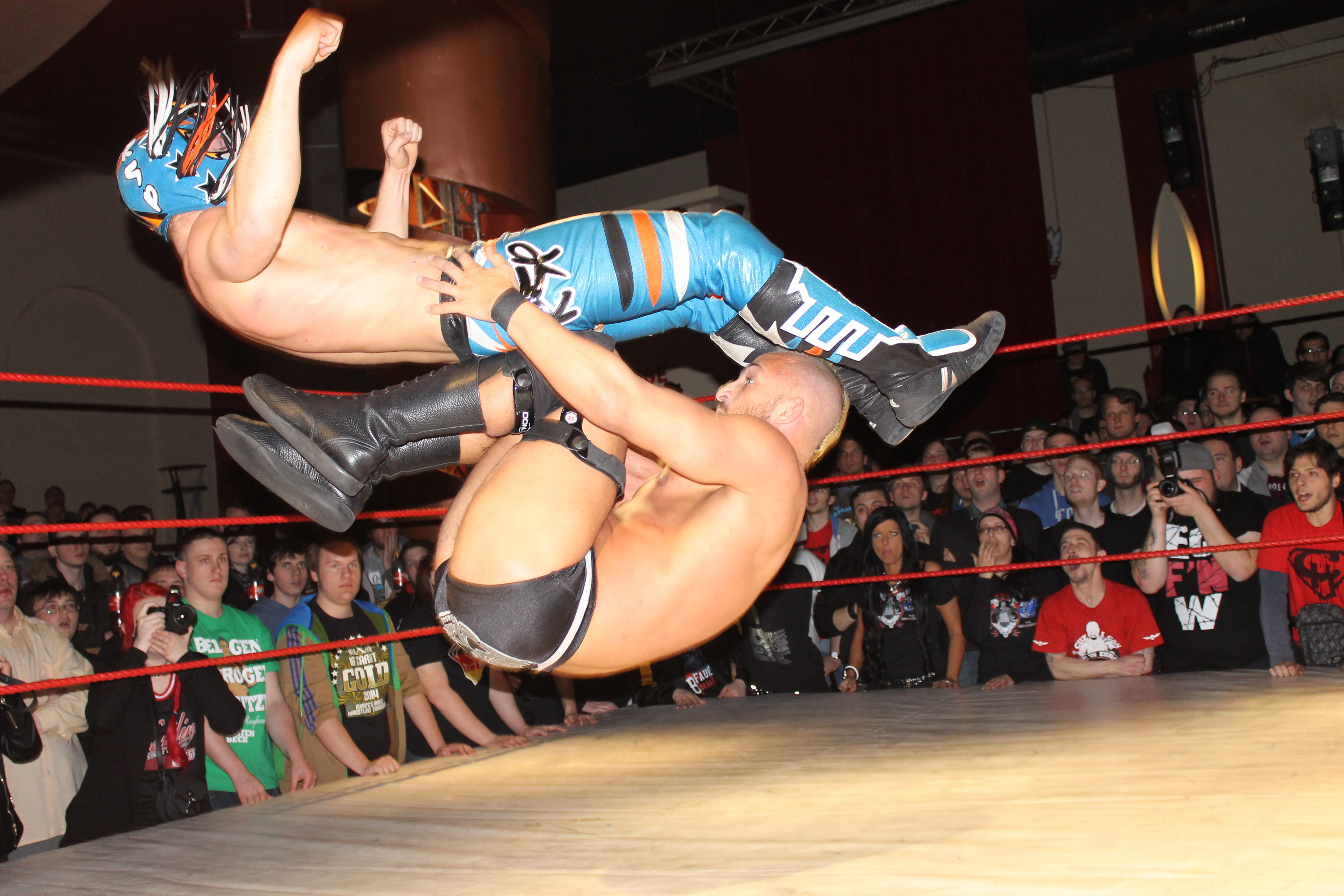
プロジェクト・チャンパ

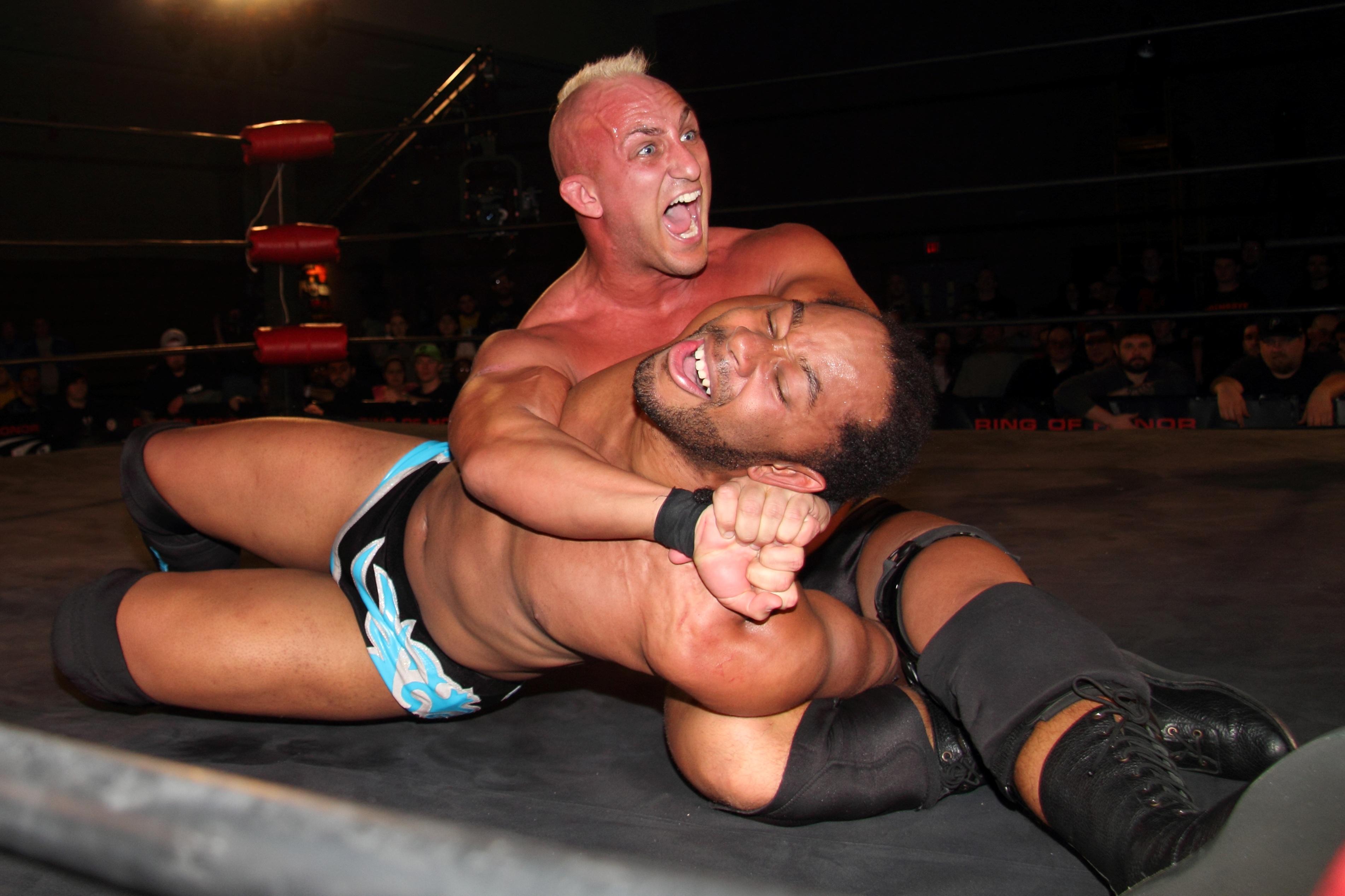
シシリアン・ストレッチ

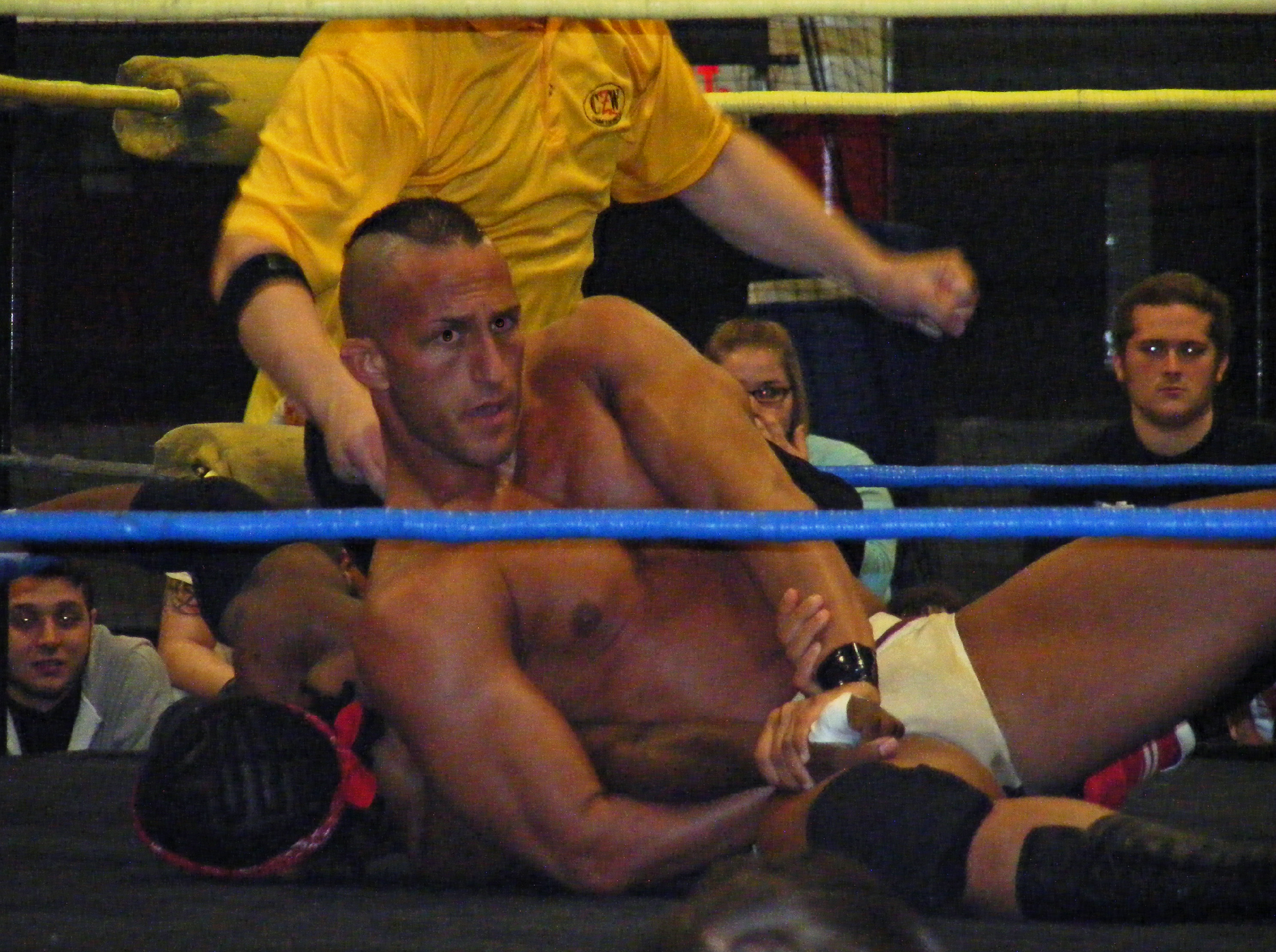
フジワラ・アームバー

### フィニッシュ・ホールド
ウィロウズ・ベル
ロープ併用DDT。
リング上で待ち構え、セカンドロープからリングインしようとしている相手に仕掛けることが多い。自ら相手をロープ外に放り込み技をかけている。
フェアリーテール・エンディング
相手の上半身をリバース・フルネルソンの体勢で捕らえて相手の体を垂直になるまで持ち上げてから、相手の顔面から上半身を前方へと落下させながら尻餅をつき、うつ伏せの状態になった相手の顔面を自身の両足の間へ叩きつける。
ネックブリーカー・カッター
スタンド状態の相手と背中合わせになりながら相手の首を両手で捉えその状態から横に反転させてダイヤモンド・カッターのように首を固定して落とす。
バックオーバー
WWEでのフィニッシャー。旧名ブリッジング・アームバー
うつ伏せ状態の相手の左肩を肩甲骨当たりで抑え左肩で相手の左上腕部を抑えブリッジしながら両手で相手の左手首を掴んで左腕を伸ばす腕挫手固(腕ひしぎ手固め)。
フジワラ・アームバー
プロジェクト・チャンパ
パワーボムの体勢で相手を担ぎ上げて落とす時に同時に自ら、両膝を立てリングに倒れて、そのまま相手の背中を両膝の上に叩き落とす変型バックブリーカー。雪崩式のバージョンも使用する。
シシリアン・ストレッチ
ロシアン・レッグ・スウィープからのグラウンド・オクトパス・ホールドへと繋げる関節技。
ROH時代、リングス・オブ・オーナー（略称 : ROH）の技名で使用。
ケルティック・クロス
尻餅をつくようにして、背中に担いだ相手の体を斜めの状態にして頭部をマットに叩きつける。
デイブ・フィンレーの得意技として知られる。

### 打撃技
エルボー
エルボー・スタンプ
バック・ハンド・チョップ
ナックルパンチ
ランニング・ニー・ストライク
ニーリフト
通常のニーリフト、ランニング・ニーリフトの2種類を使用。
ビックブーツ

### 投げ技
スープレックス
スーパープレックス
パワーボム
ジャーマンスープレックス
ベリー・トゥー・バック・スープレックス
DDT

### 連係技
ミーティング・イン・ザ・ミドル（旧シャーク・イン・ザ・ウォーター）
ジョニー・ガルガノとの合体技。相手をリング中央に孤立させると両者ポストへと移動し、勢いをつけて自身はランニング・ニー・ストライク、ガルガノはトラース・キックを同時に決める。

## 獲得タイトル
WWE
- NXT王座（第16代、24代）
- NXTタッグ王座（第11代）

w / ジョニー・ガルガノ

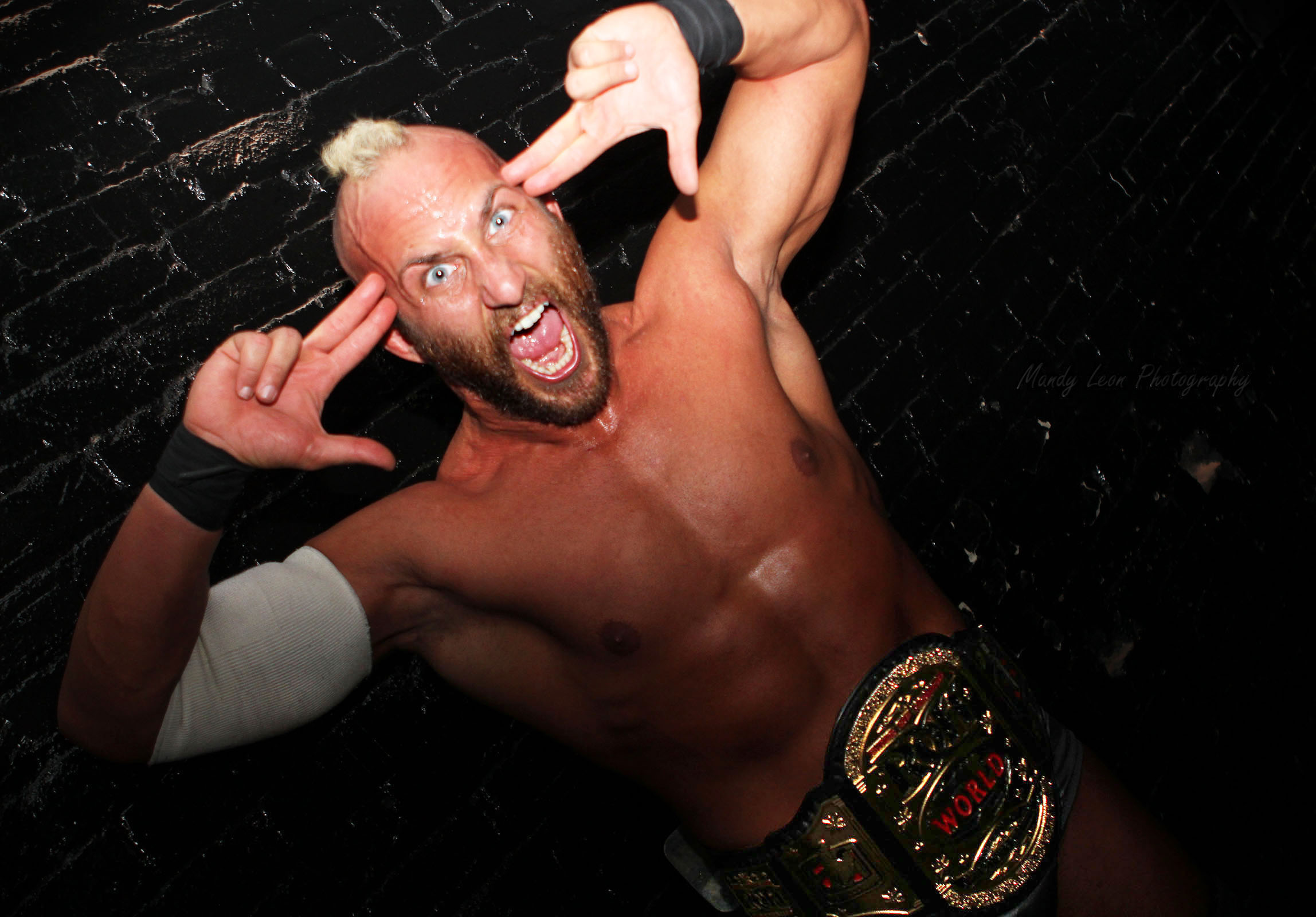
ROH世界TV王座

- WWEタッグチーム王座 : 2回（第32[3]、33代[4]）

w / ジョニー・ガルガノ
ROH
- ROH世界TV王座（第8代）

CW
- CWヘビー級王座
- CWニューイングランド王座

MWF
- MWF TV王座

UPW
- UPWヘビー級王座

XWA
- XWAヘビー級王座